# Nivelment

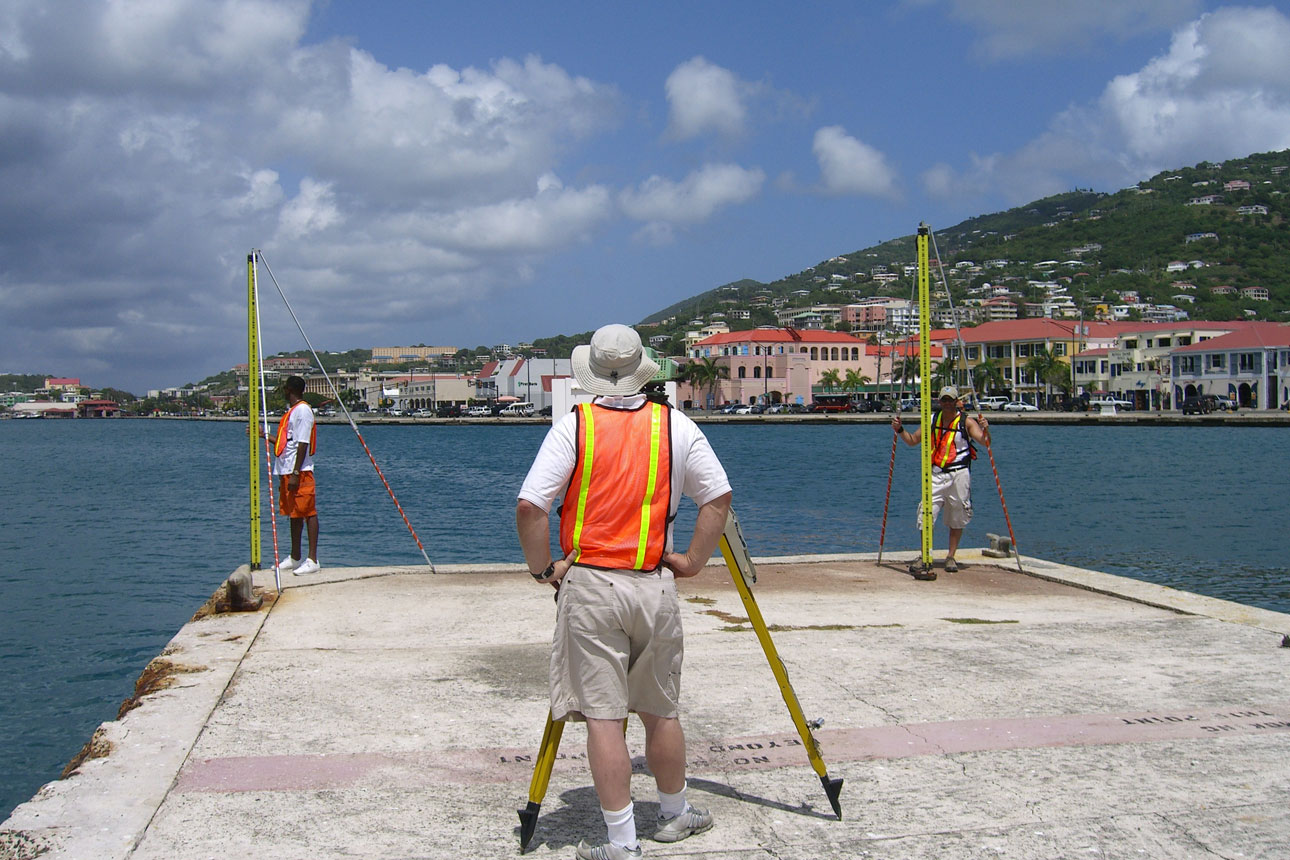
Măsurători de nivelment în Insulele Virgine, SUA

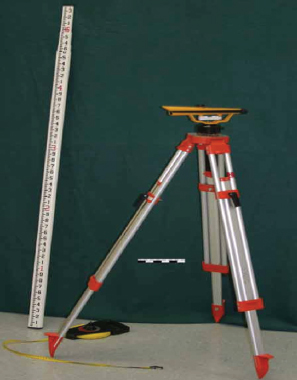
Nivelă topografică şi miră de nivelment

Nivelmentul reprezintă ansamblul de metode, procedee și operații geodezice care se folosesc pentru determinarea înălțimii diverselor puncte de pe suprafața terestră, în scopul reprezentării reliefului regiunii respective pe o hartă sau pe un plan topografic. Nivelmentul se execută cu instrumentele de nivelment specifice și este utilizat, în principal, în topografie și construcții.

## Suprafețe de nivel
Altitudinile sau înălțimile punctelor topografice sunt măsurate și calculate în funcție de o suprafață de referință sau de
comparație. Această suprafață trebuie să fie perpendiculară în orice punct al ei la direcția gravitației. Suprafețele care îndeplinesc această condiție se numesc suprafețe de nivel, iar suprafața care se confundă cu suprafața geoidului se numește suprafață de nivel zero.
Dacă aceste suprafețe de nivel sunt considerate pe teritorii restrânse, ele sunt paralele și în același timp sferice; dacă, dimpotrivă, le vom considera pe regiuni mari, de exemplu la nivelul globului terestru, aceste suprafețe au o formă elipsoidală, nemaifiind deci nici paralele și nici sferice, întrucât aceste elipse sunt mai îndepărtate între ele la ecuator și mai apropiate la poli. De acest neparalelism al suprafețelor de nivel se ține seama în cadrul nivelmentului de mare precizie, la cotele punctelor intervenind o corecție denumită corecție ortometrică. 
Pentru harta de bază a României a fost considerată ca suprafață de nivel zero, nivelul zero al Mării Baltice în portul Kronstadt. Începând din anul 1971, s-a revenit la suprafața de nivel a Mării Negre în portul Constanța. Această suprafață de nivel a Mării Negre este materializată printr-un reper, numit reper zero fundamental, care are altitudinea de 2,400 m și este montat într-o construcție specială. Altitudinea acestui reper zero fundamental se măsoară cu ajutorul unor aparate numite medimaremetre sau medimaregrafe.

## Metode de nivelment
În funcție de instrumentele utilizate la determinarea diferențelor de nivel, diferențe cu ajutorul cărora se calculează altitudinea punctelor, nivelmentul geodezic se clasificǎ în două categorii:
nivelment clasic, din care fac parte:
- nivelmentul geometric sau direct;
- nivelmentul trigonometric sau indirect;
- nivelmentul barometric sau fizic;
- nivelmentul hidrostatic, care se bazează pe principiul vaselor comunicante.

nivelment special, din care fac parte:
- nivelmentul fotogrammetric sau stereofotogrammetric, la care diferența de nivel se obține în funcție de imaginile punctelor (pozițiilor) pe două fotograme, aeriene sau terestre, ale terenului luate din puncte diferite;
- nivelmentul cu automate montate pe diferite vehicule sau motorizat, care dă direct profilul terenului parcurs;
- nivelmentul satelitar.

### Nivelmentul geometric

Nivelment geometric de mijloc

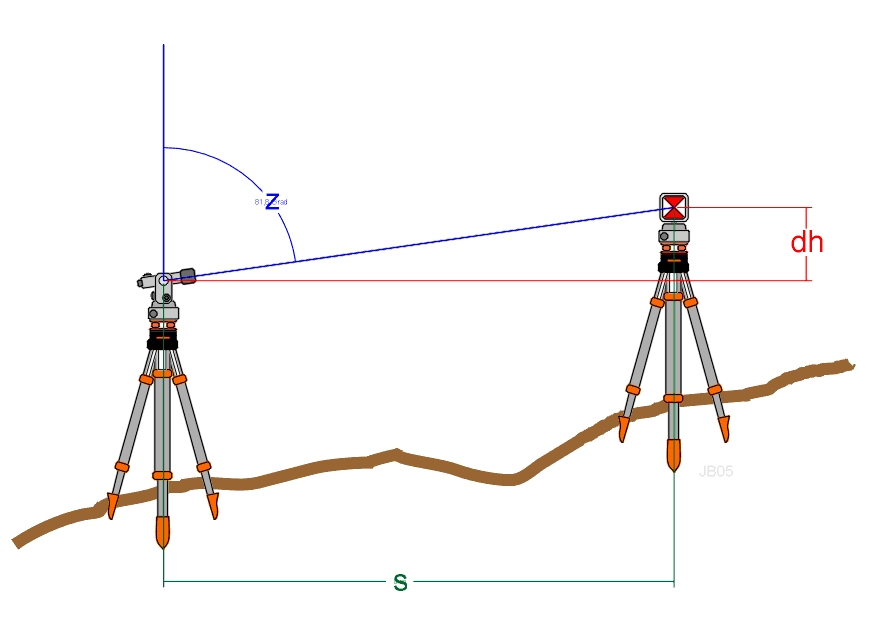
Nivelmentul trigonometric sau indirect

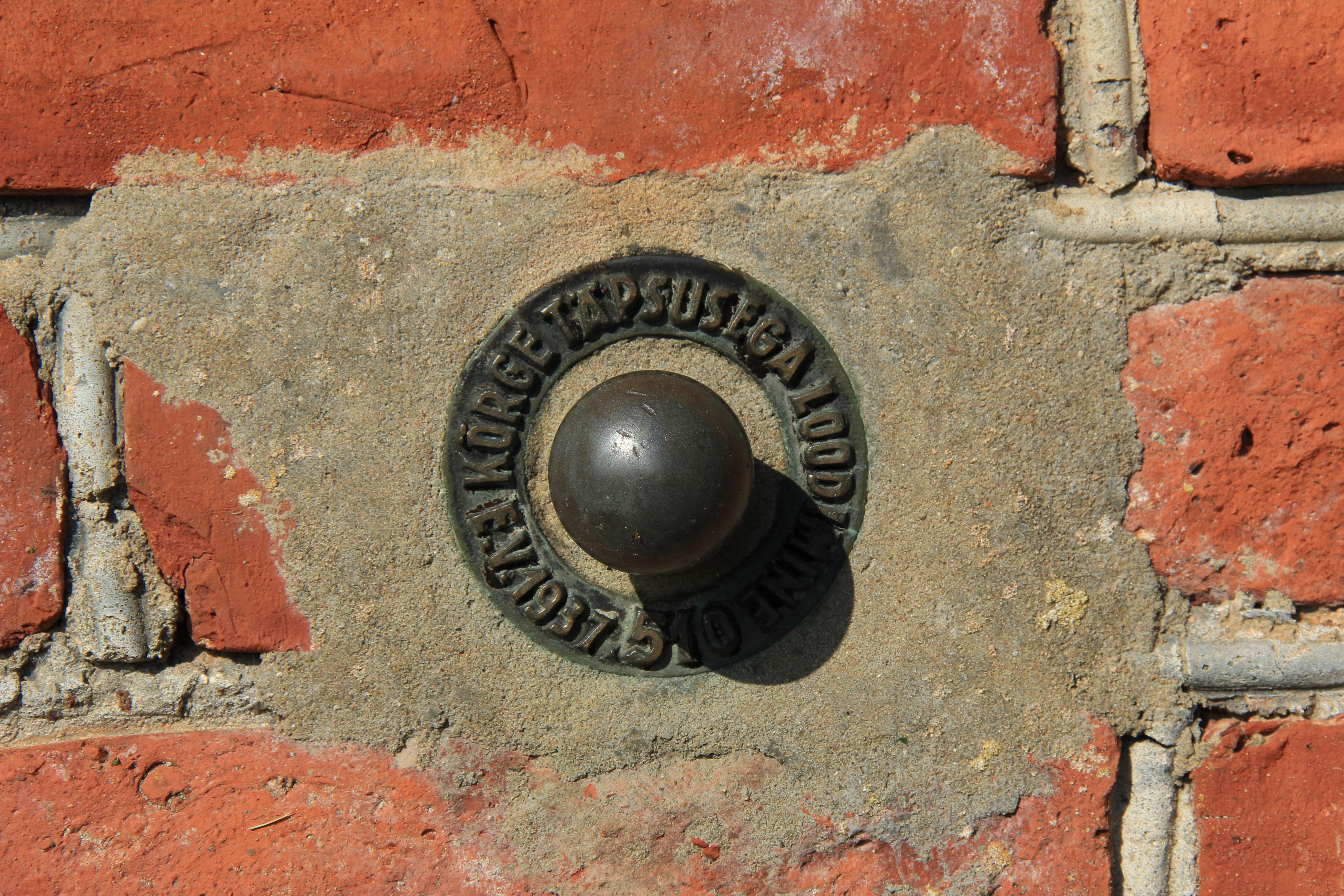
Reper de nivelment încastrat în zid

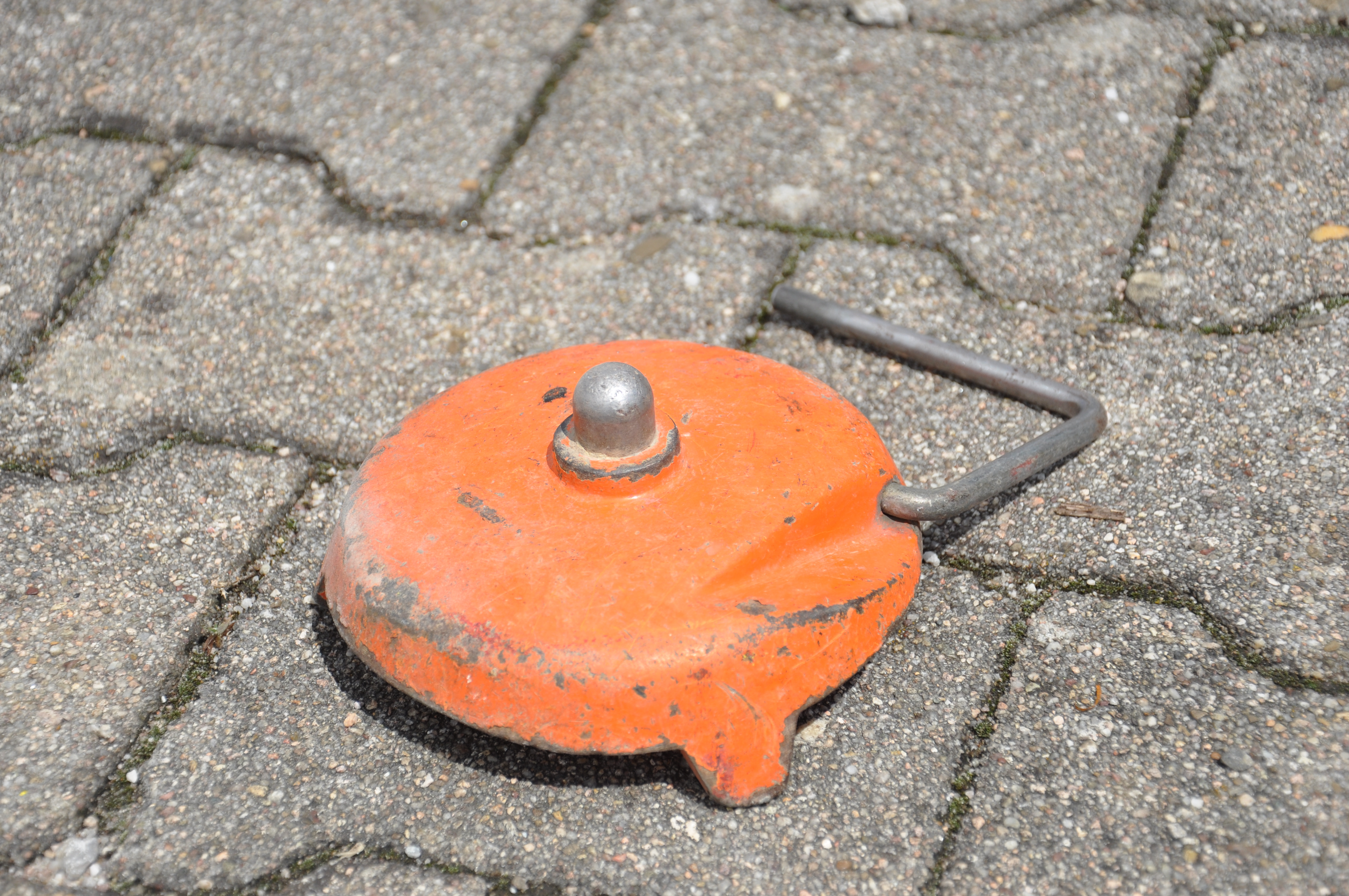
„Broască” de nivelment

Pentru calcularea altitudinii prin acest procedeu se folosec două instrumente: nivelă și miră topografică. Nivela este un instrument optic, prevăzut cu o lunetă topografică care se poate roti doar în plan orizontal. Cu ajutorul lunetei se citește înălțimea de pe miră, aflată în punctul pentru care dorim să determinăm altitudinea. Nivelmentul geometric poate fi de capăt sau de mijloc:
- în cazul nivelmentului  geometric de mijloc se face stație cu nivela la mijlocul aliniamentului dintre punctele 1 și 3. Dh va fi egal cu valoarea citită pe miră din puncul 1 minus valoarea citită pe miră din punctul 3.
- nivelmentul geometric de capăt se bazează pe faptul că altitudinea punctului 3 din teren este egală cu altitudinea punctului 1, în care am făcut stație cu nivela, plus Dh. Dh este diferența de nivel dintre punctele 3 și 1, și se calculează scăzând din valoarea înălțimii pe trepied a nivelei valoarea citită pe miră în punctul 3.

### Nivelmentul trigonometric
Nivelmentul trigonometric se bazează pe faptul că, știind altitudinea punctului de stație și panta terenului, putem determina Dh și apoi altitudinea punctului în care se află mira. Între punctele A și B se formează ipotenuza 
unui triunghi dreptunghic în care cunoaștem lungimea AB și unghiul de pantă α. Diferența de nivel dintre A și B este dată de formula: Dh = sin α × AB. Altitudinea punctului B este egală cu altitudinea punctului A plus Dh.

### Nivelmentul barometric
Această metodă se bazează pe relația care există între presiune atmosferică și altitudine, cunoscut fiind faptul că presiunea atmosferică crește când altitudinea scade și invers. 
În topografie, nivelmentul barometric se efectuează cu ajutorul altimetrelor care funcționează pe principiul enunțat mai sus. La măsurarea altitudinii cu altimetrul trebuie să se țină seama de factorii care influențează presiunea atmosferică și anume: temperatura, densitatea și umiditatea aerului, accelerația gravitațională și latitudinea locului. Din aceste motive, altimetrul trebuie întotdeauna reglat în funcție de o altitudine cunoscută din teren, după care se pot face determinări. 
Altimetrele pot fi mecanice sau electronice. Precizia de măsurare depinde de aparat și variază între 5 – 10 m la cele mecanice și 1 m la cele electronice.

### Nivelmentul satelitar
Este cel mai modern tip de nivelment, în care determinarea cotelor se efectuează în sistemul GPS (Global Positioning System), cu ajutorul unui număr de 24 de sateliți ai Pământului (la care se adaugă și patru sateliți de rezervă) și a stațiilor de la sol. 

## Marcarea punctelor de nivelment
Articol principal: Reper de nivelment
Marcarea punctelor de nivelment se realizează, în funcție de importanța punctelor, cu ajutorul unor repere. În cazul punctelor ce fac parte din rețeaua de nivelment de precizie și care deci trebuie să fie bine fixate, să dureze o perioadă mai îndelungată, se utilizează repere speciale din metal montate în soclul unor clădiri cu caracter de permanență ca: școli,
primării, biserici sau chiar pe borne de beton. 
Punctele cărora li se determină altitudinile pentru scopuri mai puțin importante, se marchează prin țăruși care se bat la rasul pământului, adică până la nivelul suprafeței terenului, iar alături de aceștia se bat alți țăruși mai ridicați, numiți țăruși martori. Țărușul martor are o parte teșită pe care se scrie numărul punctului marcat de țăruș. 
Marcarea se mai poate face, în special în zonele de intravilan, și prin plăci de metal (fontă) de forma unei platforme circulare, care are montată deasupra o calotă sferică pe care se așează mira și care sunt cunoscute sub numele de „broaște de nivelment”.